# بوئنابیستا دل نرته
بوئنابیستا دل نرته (به اسپانیایی: Buenavista del Norte) یک شهرستان در اسپانیا با جمعیت ۵٬۲۲۵ نفر است که در جزایر قناری واقع شده‌است.